# Altes Speyerer Tor

Wiedergabe der Bauinschrift nach Johann Friedrich Schannat

Wiedergabe der Bauinschrift nach dem CIL

Das Alte Speyerer Tor (auch: Alte Speyerer Pforte) in der mittelalterlichen äußeren Stadtbefestigung von Worms war dort Durchlass für die von Worms nach Süden und Speyer führende Straße. Zu einem unbekannten Zeitpunkt wurde diese Funktion von dem baulich kleineren „Neuen Speyerer Tor“, unmittelbar östlich des alten Tores, übernommen.

## Geografische Lage
Das Alte Speyerer Tor lag im Bereich der heutigen Kreuzung der Speyerer Straße mit der Bahnstrecke Mainz–Mannheim, westlich der Gleise.

## Geschichte
Traditionell wird von der lokalen Geschichtsschreibung das Alte Speyerer Tor für eine Anlage gehalten, die aus römischer Zeit stammt. Quelle für diese Annahme sind zwei lateinische Inschriften, die heute allerdings verloren sind, zu denen es aber zwei schriftliche, historische Quellen gibt. Die Inschriften werden auf die Zeit um 200 n. Chr. datiert.

### Karolingische Tradition
Zum einen werden die Inschriften in einer karolingischen Handschrift überliefert, die in die Mitte des 9. Jahrhunderts datiert und deren Schrift nordostfranzösische Merkmale aufweist. Unbekannt ist, ob der karolingische Schreiber einen originalen Baubefund dokumentierte oder von einer anderen Quelle kopiert hat. Er berichtet, dass die Inschrift sich an der Außenseite eines Tores und – inhaltlich leicht abweichend – noch einmal an dessen Innenseite befand. Die Handschrift gibt den Wortlaut der äußeren Inschrift wieder, von der inneren dagegen nur die Abweichung gegenüber der äußeren. Der Eintrag in der Handschrift lautet:

„IN PORTA VVORMACENSI FORINSECUS . C . Lucius uitor deuitatis . uang omnib . honerib [!] . functius et uictori . florentinus et victorinus fili obamorem patrie . et ciuium . Portam omni suptu suo exstructa donauerunt“

Anschließend folgt sogleich zur zweiten, inneren Inschrift:

„INTRINSECUS AV ITA . C . Lisius uictor . ser . c . uang . ceter . utsup . IN HDO“

In der Handschrift stehen diese Transkriptionen völlig zusammenhanglos zwischen zwei anderen Texten, die inhaltlich nichts damit zu tun haben. Hier liegt der wohl einzig bekannte Fall vor, in dem eine karolingische Handschrift eine römische Bauinschrift wiedergibt. Dies veranlasste unter anderem Theodor Mommsen dazu, sich mit ihr zu befassen.

### Schannat:Historia Episcopatus Wormatiensis
Die zweite Quelle ist eine Veröffentlichung durch Johann Friedrich Schannat 1734 und entspricht der, die die karolingische Inschrift als die „innere“ bezeichnet. Schannat gibt seine Quelle für die Inschrift nicht an. Da er die äußere Inschrift nicht erwähnt, verwendete er als Vorlage eine andere Quelle als der karolingische Schreiber, eine Sekundärquelle, nicht die originale Bauinschrift. Weiter findet sich bei Schannat erstmals die Angabe, dass die Inschrift sich am „Speyerer Tor“ befunden habe. Die Inschrift war also schon im ersten Drittel des 18. Jahrhunderts verloren.
Die Inschrift lautete nach Schannat:

„C : LUCIUS : VICTOR : SER : C : VANG : OMNIBUS : HONERIBUS : FUNCTUS : FLORENT : ET : VICTORINUS : F : F : OB : AMOREM : PATRIAE : ET : CIVIUM : PORTAM : OMNI : SUMPTU : SVO : EXTRUCTAM : D : D
Gaius Lucius Victor, Beamter der Gemeinde Vangionum, der die gesamte Ämterlaufbahn absolviert hat, [stiftet] mit seinen Söhnen Florentinus und Victorinus aus Liebe zur Vaterstadt und ihren Bürgern das ganz auf eigene Kosten erbaute Tor. Zu Ehren des vergöttlichten Kaiserhauses. (Übersetzung nach: Grünewald: Neue Thesen, S. 15.)“

### Römisches Stadttor?
Die Inschriften bezeugen, dass C. Lucius Victor und seine Söhne Florentinus und Victorinus ein Tor gestiftet haben.
Dafür, dass hier ein römisches Stadttor bezeugt ist, spricht, dass gleich zwei Bauinschriften in einem sinnvollen Kontext eingelassen waren. Wäre hier ein römischer Ehrenbogen errichtet worden, wäre der zutreffende Begriff im Lateinischen „arcus“ gewesen. Allerdings kann auch nicht ausgeschlossen werden, dass die Inschriften von anderer Stelle kamen, aber hier eingefügt wurden, weil das (auch) nachträglich Sinn ergab.
Gegen die Annahme eines Stadttors schon aus römischer Zeit spricht, dass zum einen nicht sicher ist, an welchem „Speyerer Tor“ sich die Inschriften befanden. Schon für den Zeitraum, in dem schriftliche Quellen vorliegen, wurden in Worms mindestens drei Tore mit dieser Bezeichnung belegt. Welches Tor in karolingischer Zeit diese Bezeichnung trug, ist völlig unbekannt.
Zum anderen ist nicht sicher, dass die Inschriften, als ihr Inhalt wiedergegeben wurde, sich an ihrer ursprünglichen Stelle befanden oder ob sie als Spolien in ein mittelalterliches Tor eingefügt wurden. Hätte eine römische Stadtmauer bis zum mittelalterlichen Alten Speyerer Tor geführt, wäre die ummauerte Fläche der römischen Stadt etwa um ein Drittel größer gewesen als die Fläche, die nach dem letzten Ausbau von der inneren mittelalterlichen inneren Stadtmauer umgeben war – zu groß für eine römische Landstadt. Eine „Porta“ muss im Lateinischen nicht zwingend „Stadttor“ bedeuten. Eine römische Stadtmauer konnte südlich des römischen Mauerabschnitts in der westlichen inneren Stadtmauer archäologisch nie nachgewiesen werden.
Auch steht die Widmung an das Kaiserhaus am Ende des Textes, statt wie üblich am Anfang. Das eröffnet die Möglichkeit, dass hier mehrere Inschriften oder Bruchstücke einer Inschrift nachträglich zu einem sinnvollen Text zusammengesetzt wurden.

### Mittelalterliche Anlage
Das Alte Speyerer Tor war ein Doppeltor mit zwei flankierenden Rundtürmen. Davor lag – wohl seit dem 17. Jahrhundert – noch eine Bastion.
Aus unbekannten Gründen und zu einem unbekannten Zeitpunkt wurde das Alte Speyerer Tor aufgegeben, vermauert und durch die unmittelbar östlich gelegene Neue Speyerer Pforte ersetzt.